# Via Agrippa

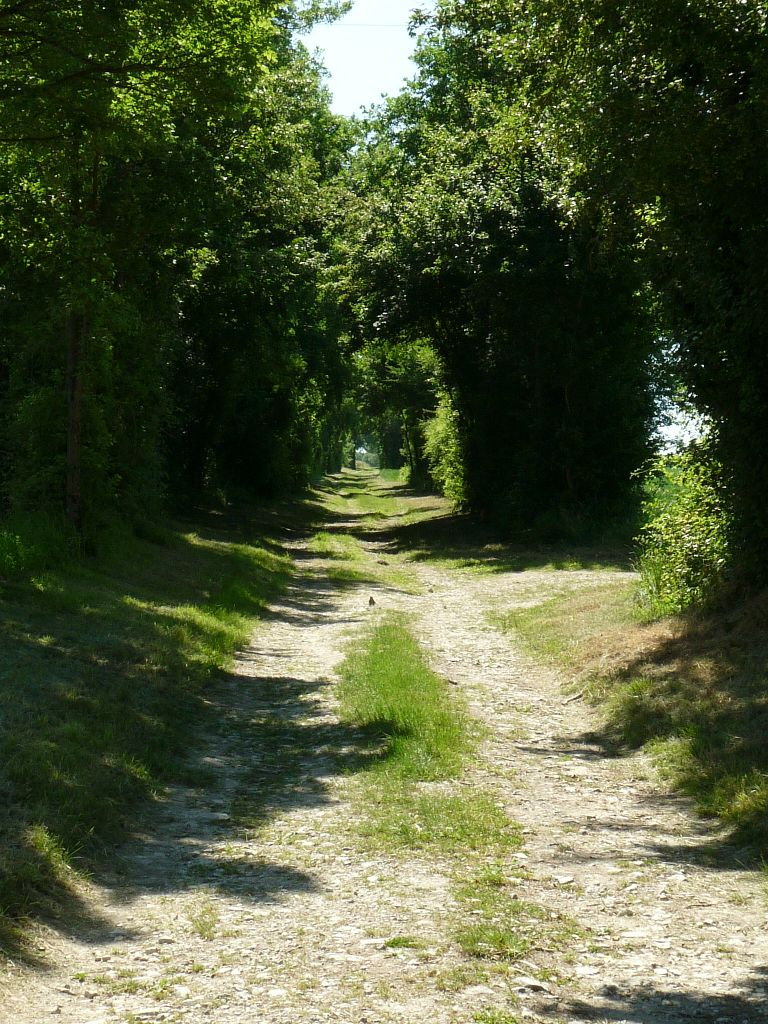
Via Agrippa, směr Saintes – Limoges v St-Genis-d'Hiersac, Francie

Via Agrippa je označení pro síť římských cest v Galii. Tyto cesty nechal zbudovat Marcus Vipsanius Agrippa, jenž byl pověřen císařem Octavianem Augustem reorganizací Galské říše. Celkem zde Římané postavili na 21 000 km cest.

France map Lambert-93 topographic-starověké římské silnice v Galii

Agrippova dopravní síť vycházela z nového strategického bodu, který bylo město Lyon (Lugdunum). Filosof a geograf Strabón naznačil směry, kterými tato síť cest vedla, později je přesně identifikoval francouzský archeolog Pierre Gros:
- cesta směrem k Atlantskému oceánu, z Lyonu do Saintes
- cesta směrem k Severnímu moři, skrz Remeš, Beauvais a Amiens
- cesta směrem k Rýnu, skrz Langres, Trevír a Kolín nad Rýnem
- cesta směrem na jih do Marseille.

I když trasy cest Via Agrippa jsou známé, jejich datování je sporné. Uvádí se roky 39 př. n. l.-38 př. n. l., 22 př. n. l.-21 př. n. l. či mezi roky 16 př. n. l.-13 př. n. l.